# Усть-Каремшинский сельсовет
Усть-Каремшинский сельсовет — муниципальное образование в составе Нижнеломовского района Пензенской области.
Административный центр — село Усть-Каремша.

## История
Статус и границы сельского поселения установлены Законом Пензенской области от 2 ноября 2004 года № 690-ЗПО «О границах муниципальных образований Пензенской области».

Законом Пензенской области от 15 сентября 2010 года № 1945-ЗПО, вступившим в силу 1 ноября 2010 года, сельские поселения Прянзерский сельсовет и Усть-Каремшинский сельсовет преобразованы путём их объединения во вновь образованное муниципальное образование Усть-Каремшинский сельсовет с административным центром в селе Усть-Каремша.

## Население
| 2002 | 2010 | 2012  | 2013  | 2014 | 2015 | 2016 |
| ---- | ---- | ----- | ----- | ---- | ---- | ---- |
| 827  | ↘591 | ↗1076 | ↘1043 | ↘999 | ↘975 | ↘966 |
| 2017 | 2018 | 2021  |       |      |      |      |
| ↘935 | ↘927 | ↘834  |       |      |      |      |

## Состав сельского поселения
| № | Населённый пункт | Тип населённого пункта       | Население |
| - | ---------------- | ---------------------------- | --------- |
| 1 | Лукина Поляна    | село                         | ↘40       |
| 2 | Прянзерки        | село                         | ↘498      |
| 3 | Усть-Каремша     | село, административный центр | ↘591      |